# Nunsploitation

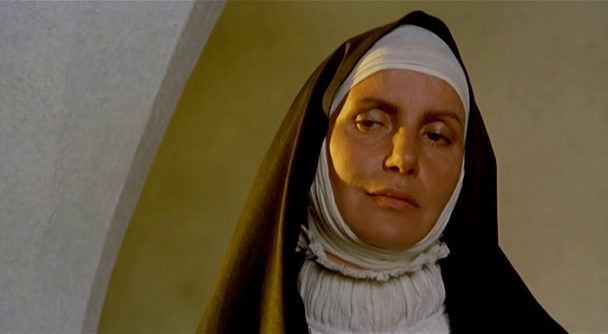
Giuliana Calandra en la película de explotación de monjas de 1973 Historia de una monja reclusa

Nunsploitation es un subgénero del cine de explotación que tuvo su apogeo en Europa durante la década de 1970. Estas películas suelen involucrar a monjas cristianas viviendo en conventos durante la Edad Media.

## Criterios
El conflicto principal de la historia suele ser de carácter religioso o sexual, como la opresión por vivir en celibato. La Inquisición es otro tema común. Estas películas, aunque a menudo se consideran pura explotación, a menudo contienen críticas contra la religión en general y la Iglesia católica en particular. De hecho, algunos diálogos de las protagonistas expresan la conciencia feminista y el rechazo del papel social subordinado de la mujer. Muchas de estas películas se hicieron en países donde la Iglesia católica es influyente, como Italia y España. Un ejemplo atípico del género, Monja Asesina (Suor Omicidi), se ambientó en la entonces actual Italia (1978).

## Trasfondo
La nunsploitation, junto con la nazisploitation, es un subgénero que siguió un curso paralelo al de las mujeres en películas carcelarias de los años 1970 y 1980. Al igual que las películas carcelarias, están ambientadas en espacios aislados, parecidos a fortalezas, donde la población exclusivamente femenina recurre al lesbianismo y la perversidad. El elemento de culpa religiosa permite representaciones escabrosas de "mortificar la carne", como la autoflagelación y rituales dolorosos y masoquistas. La madre superiora suele ser una guardiana cruel y corrupta que impone una disciplina estricta (más oportunidades para azotes y castigos al estilo medieval) y, a menudo, codicia a las mujeres a su cargo. Muchas veces se incluye un sacerdote igualmente sádico y lascivo para agregar un elemento de amenaza masculina a la historia.
Algunos segmentos de la película muda escandinava Häxan (1922) pueden considerarse precursores de este género. Un ejemplo reciente de nunsploitation es Machete (2010), de Robert Rodríguez, donde Lindsay Lohan interpreta a una monja armada. Un ejemplo aún más reciente es la película de terror de nunsploitation de Darren Lynn Bousman, St. Agatha (2018).
Las películas de género de nunsploitation y otros ejemplos de cine de explotación europeo de los últimos sesenta años son analizados en el reciente volumen de Mendik y Mathij sobre esta tendencia general dentro de los géneros, las culturas y el consumo de la audiencia del cine regional. Chris Fujiwara escribió un artículo detallado en la revista estadounidense de cultura pop Hermenaut, analizando ejemplos de género, como Monja Asesina (1978), La Monja y el Diablo (1973) y Flavia la Hereje (1974).

## Base histórica
Algunas películas, como The Devils, basada en un libro de Aldous Huxley y dirigida por Ken Russell, tienen cierta base en hechos reales. Huxley basó su relato histórico original, Los demonios de Loudun, en un caso de histeria colectiva y posesión demoníaca que supuestamente tuvo lugar en un convento francés en el siglo XVII. Dado que el género fue producto de los años sesenta y setenta, con un ejemplo contemporáneo ocasional como la reciente Carne sagrada (1999), se ha recurrido poco a posibles fuentes históricas, como Aelred de Hexham (1110 – 1167) y su relato de la monja de Watton, por ejemplo. Otro ejemplo de un caso real podría ser la vida de la hermana Benedetta Carlini, una monja lesbiana italiana del siglo XVII.
Alrededor de 1986, Graciela Daichman recopiló historias sobre aberrantes mujeres religiosas medievales, pero desde entonces, ha habido pocos intentos históricos serios de explorar qué bases fácticas podrían haber existido para las representaciones literarias que a menudo han inspirado el cine de nunsploitation. En 2010, Craig Monson escribió Nuns Behaving Badly, que trata sobre la vida social y sexual de las mujeres religiosas en la Italia de los siglos XVI y XVII. Sin embargo, este tipo de trabajos sigue siendo poco común. Obras recientes sobre la dramaturgia de la posesión demoníaca en la Europa medieval pueden resultar útiles para comprender el contexto social, psicológico y conductual de tales actos.

## En Japón
Las películas de explotación de monjas católicas han sido un subgénero del cine de explotación japonés desde al menos principios de la década de 1970. Aunque el cristianismo nunca fue una religión dominante en Japón, Japón encontró misioneros cristianos. Al tomar como tema una religión minoritaria, se ha sugerido que estas películas de monjas católicas "escandalosamente perversas y tremendamente blasfemas" son "una forma de burlarse de la religión organizada sin atacar las creencias más sagradas de la sociedad en general". Algunas entradas en este género incluyen Escuela de la Bestia Sagrada (1974) de Norifumi Suzuki, Monja Reclusa: La Confesión de Runa (1976) de Masaru Konuma, Pecados de la Hermana Lucía (1978) de Kōyū Ohara y Confesión de la Soga Mojada: Historia de Convento (1979), Monja: Secreto de Hiroshi Mukai (1978), Historia de Monja: Negra Frustración (1980) de Nobuaki Shirai y Soga del Infierno: Una Historia de Monja (1981) de Mamoru Watanabe y Biblia Eléctrica: Caza de Hermanas (1992). En 1995, la ídolo audiovisual Mariko Morikawa protagonizó Monasterio de las Tetas Grandes (巨乳修道院), de la directora Sachi Hamano, otra variación japonesa del género de explotación de monjas.

## En otros medios
Jamieson Niño, artista escénico basado en Toronto, dirigió en 2015 el musical Mata Hermana, Mata: Un Oscuro Nuevo Musical, cuando homenaje al género de explotación.